# Painter (Virgínia)
Painter és una població dels Estats Units a l'estat de Virgínia. Segons el cens del 2000 tenia 246 habitants.

## Demografia
Segons el cens del 2000, Painter tenia 246 habitants, 104 habitatges, i 69 famílies. La densitat de població era de 150,8 habitants per km².
Dels 104 habitatges en un 22,1% hi vivien nens de menys de 18 anys, en un 47,1% hi vivien parelles casades, en un 19,2% dones solteres, i en un 32,7% no eren unitats familiars. En el 31,7% dels habitatges hi vivien persones soles el 21,2% de les quals corresponia a persones de 65 anys o més que vivien soles. El nombre mitjà de persones vivint en cada habitatge era de 2,37 i el nombre mitjà de persones que vivien en cada família era de 2,99.
Per edats la població es repartia de la següent manera: un 22,8% tenia menys de 18 anys, un 9,3% entre 18 i 24, un 23,2% entre 25 i 44, un 19,5% de 45 a 60 i un 25,2% 65 anys o més.
L'edat mediana era de 41 anys. Per cada 100 dones de 18 o més anys hi havia 69,6 homes.
La renda mediana per habitatge era de 19.583 $ i la renda mediana per família de 31.250 $. Els homes tenien una renda mediana de 24.167 $ mentre que les dones 20.469 $. La renda per capita de la població era de 14.350 $. Entorn del 13,9% de les famílies i el 18,5% de la població estaven per davall del llindar de pobresa.

## Poblacions més properes
El següent diagrama mostra les poblacions més properes.